# 寶德龍
寶德龍有限公司，簡稱寶德龍（英語：Boardroom Limited，SGX：B10），在1968年由陳之亮創立專門在全球經營股票注册、企业秘书、会计，以及其他。也就是以「寶德隆企業及咨詢服務有限公司」。
總部位於50 Raffles Place #32-01 Singapore Land Tower Singapore 048623。股份在2000年9月1日於新加坡交易所主板上市。招股價為0.39新加坡元，發行股份為35,000,000股，集資額為13,650,000新加坡元。

## 連結
- BoardroomLimited.com